# グレプ・ユーリエヴィチ
グレプ・ユーリエヴィチ（ロシア語: Глеб Юрьевич、? - 1195年3月17日）は、12世紀末のルーシのクニャージ（公）である。ドゥブロヴィツァ公（在位：1182年 - 1190年）、トゥーロフ・ピンスク公（在位：1190年 - 1195年）。

## 生涯
グレプはトゥーロフ・ピンスク公ユーリーとアンナ（グロドノ公フセヴォロドの娘）との間に生まれた。1182年にドゥブロヴィツァ公国領を得た 。グレプは史料上に記述が残る2人のドゥブロヴィツァ公のうちの1人である。1189年にロスチスラフの娘と結婚、1190年からトゥーロフ・ピンスク公国領を統治した。1195年にトゥーロフで死亡した。
史料上に記述が残るもう1人のドゥブロヴィツァ公であるアレクサンドルは、グレプの子もしくは孫と考えられている。また、異説もあるものの、ステパニ公ロスチスラフはグレプの子とされている。